# Distichopora yucatanensis
Distichopora yucatanensis är en nässeldjursart som beskrevs av Stephen D. Cairns 1986. Distichopora yucatanensis ingår i släktet Distichopora och familjen Stylasteridae. Inga underarter finns listade i Catalogue of Life.